# Alois Machatschek
Alois Machatschek (* 25. November 1928 in Bratislava; † 5. Mai 2014 in Salzburg) war ein österreichischer Architekt, Bauforscher, Hochschullehrer und Denkmalpfleger.

## Leben

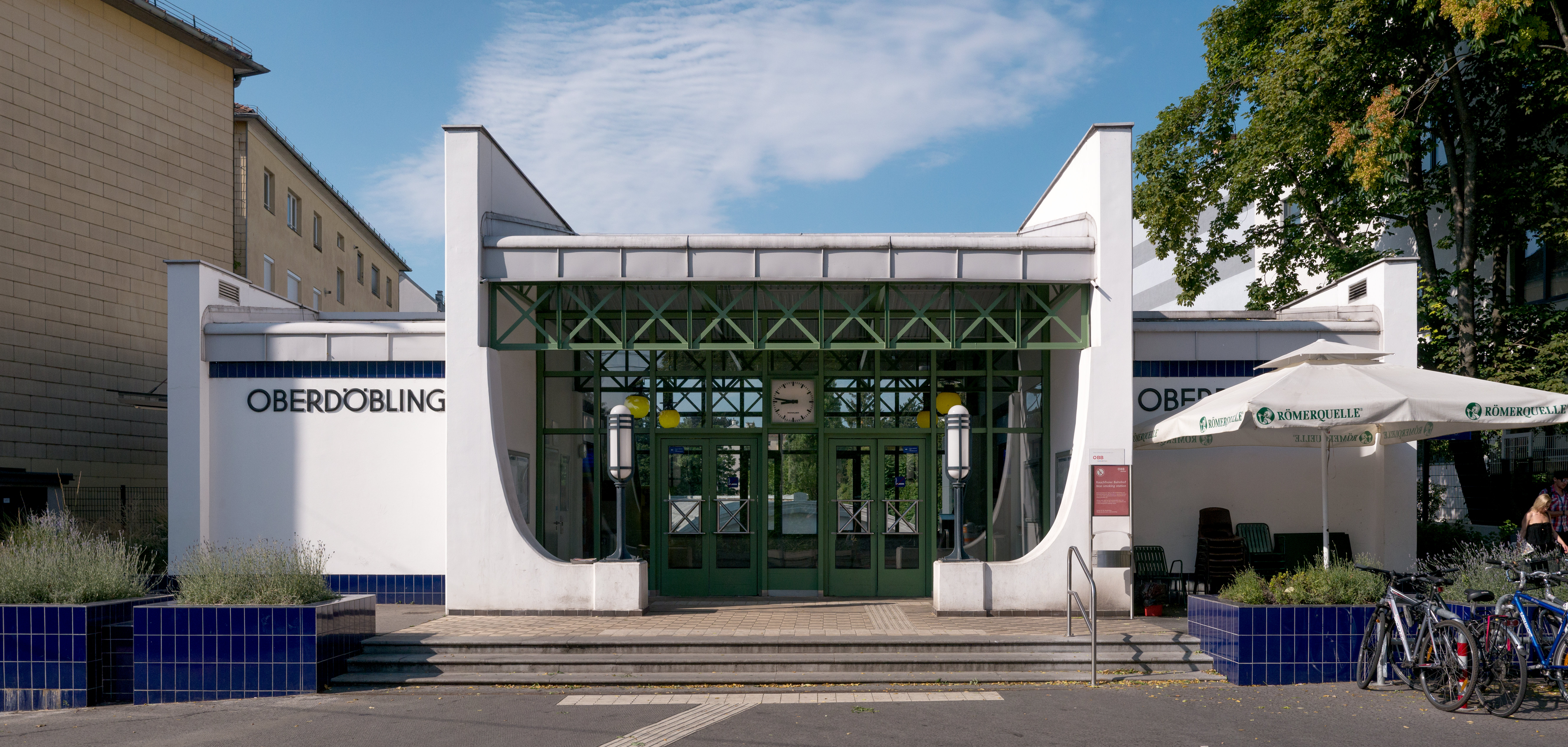
Die Haltestelle Oberdöbling

Machatschek, Sohn eines Bauunternehmers, absolvierte das Studium der Architektur an der Technischen Hochschule Wien und arbeitete als Assistent am Institut für Baukunst und Bauaufnahmen bei Karl Holey. 1961 erwarb er den Dr. der Technik. Zu seinen frühen Bauaufgaben gehörte die Beteiligung an der Planung des Gemeindebaus Arthur-Schnitzler-Hof in Wien-Döbling. Machatschek widmete sich in den 1960er Jahren vornehmlich der historischen Bauforschung im Mittelmeerraum und habilitierte mit einer Arbeit über antike Grabbauten im Bereich Kilikien. In der Folge wandte er sich immer mehr der Denkmalpflege zu. Der Restaurierung des Harrach’schen Schlosses in Rohrau (Niederösterreich) folgten zahlreiche Aufträge der Familie Liechtenstein. Bekannt wurde Machatschek aber vor allem durch seine behutsamen und qualitativ hochstehenden Restaurierungen historischer Bauten. Gemeinsam mit Wilfried Schermann widmete sich Machatschek unter anderem der Erneuerung des barocken Palais Caprara-Geymüller in der Wallnerstraße (1986–1988) und dem so genannten Palais Ferstel (1978–1986), aber auch Otto Wagners Vorortelinie der Wiener Stadtbahn, die nach Jahrzehnten ohne regulären Personenverkehr 1987 als Linie S 45 in die Wiener Schnellbahn integriert wurde. Hier kam es auch teilweise zu Neubauten in einem an Wagner angelehnten Stil der Postmoderne, etwa bei der Haltestelle Wien Krottenbachstraße und bei der Haltestelle Wien Breitensee. Machatschek lehrte als Professor an der Technischen Universität Wien und war von 1998 bis 2006 Präsident der Österreichischen Gesellschaft für Denkmal- und Ortsbildpflege.

## Publikationen (Auswahl)
- Die Nekropolen und Grabmäler im Gebiet von Elaiussa Sebaste und Korykos im rauhen Kilikien. 1967.
- Bauforschungen in Selge. Mit Mario Schwarz, Josef Dorner und Fritz Schachermeyr, 1987.
- Denkmalpflege in Europa. Der Europa-Preis für Denkmalpflege der Alfred Toepfer Stiftung. 2001.